# Fanendo Adi
Fanendo Adi (ur. 10 października 1990 w Lagos) – nigeryjski piłkarz występujący na pozycji napastnika, zawodnik FC Cincinnati.

## Życiorys

### Kariera klubowa
Wychowanek klubów Lagos Islanders FC i Union Bank FC. W 2009 wyjechał do Słowacji, gdzie został piłkarzem FK AS Trenčín. 14 lutego 2011 podpisał 3-letni kontrakt z ukraińskim Metałurhiem Donieck. W czerwcu 2011 został wypożyczony do Dynama Kijów. 6 grudnia 2011 podpisał 4,5 letni kontrakt z Tawriją Symferopol. Po zakończeniu sezonu 2011/12 opuścił krymski klub i powrócił do FK AS Trenčín. W sierpniu 2013 przeniósł się do duńskiego klubu FC København. W 2014 roku przeszedł do Portland Timbers.
30 lipca 2018 podpisał kontrakt z amerykańskim klubem FC Cincinnati, umowa do 31 grudnia 2020; kwota odstępnego 725 tys. euro.

## Sukcesy

### Klubowe
FK AS Trenčín
- Wicemistrz Słowacji: 2010

Portland Timbers
- Zwycięzca MLS Cup: 2015

FC Cincinnati
- Zwycięzca USL Regular Season: 2018